# اچ‌ام‌ای‌اس شپرتن (ای ۰۳)
اچ‌ام‌ای‌اس شپرتن (ای ۰۳) (به انگلیسی: HMAS Shepparton (A 03)) یک کشتی است که طول آن ۳۶٫۶ متر (۱۲۰ فوت) می‌باشد. این کشتی در سال ۱۹۸۹ ساخته شد.